# Rätikon
Der Rätikon (gebräuchlich auch das Rätikon, in alter Literatur Rhätikon geschrieben) ist eine Gebirgsgruppe am westlichen Rand der Ostalpen (AVE 25). Infolge dieser mittleren Lage zwischen West- und Ostalpen gehört er nach der in Italien, Frankreich und teilweise der Schweiz verbreiteten Partizione delle Alpi zu den Zentralalpen. Anteil haben die Länder Liechtenstein (vollständig), Österreich (Bundesland Vorarlberg) und die Schweiz (Kanton Graubünden).
Der Zuordnung des Rätikons zu den zentralen Ostalpen liegen allein geographische Traditionen zugrunde; große Teile bestehen aus Sedimentgesteinen (Kalksteinen). Aus geologischer Sicht ist der Nordwesträtikon den Nördlichen Kalkalpen und der Südwesträtikon dem Bündner Schiefersystem der Westalpen zuzuordnen.

## Benachbarte Gebirgsgruppen
Der Rätikon grenzt an die folgenden anderen Gebirgsgruppen der Alpen:
- im Nordosten an das Bregenzerwaldgebirge (Helvetisches System und Penninikum) und an das Lechquellengebirge (Nördliche Kalkalpen) in den Ostalpen
- im Osten an das Verwall
- im Südosten an die Silvretta
- im Südwesten an die Plessuralpen

Verwall, Silvretta und Plessuralpen sind wie der Rätikon Gebirgsgruppen der Zentralalpen in den Ostalpen.
- im Westen an die Glarner Alpen
- im Nordwesten an die Appenzeller Alpen.

Glarner Alpen und Appenzeller Alpen sind Gebirgsgruppen der Westalpen (nach Zweiteilung der Alpen).

## Umgrenzung
- Im Westen bildet der Rhein die Grenze von der Einmündung der Ill bei Feldkirch flussaufwärts bis zur Einmündung der Landquart beim gleichnamigen Ort (dies ist zugleich die Grenze zwischen den Ostalpen und den Westalpen nach Zweiteilung der Alpen).
- Im Süden bildet das Prättigau die Grenze von der Einmündung der Landquart in den Rhein flussaufwärts bis zur Einmündung des Schlappinbachs in die Landquart bei Klosters-Dorf.
- Im Osten verläuft die Grenze vom Schlappiner Joch entlang des Schlappinertobels nach Süden und des Valzifenz- und Gargellental nach Norden.
- Die Grenze im Norden wird vom Montafon und dem Walgau gebildet. Sie beginnt bei der Einmündung des Suggadinbachs in die Ill bei St. Gallenkirch und verläuft entlang der Ill bis zur Einmündung in den Rhein bei Feldkirch.

Das Schlappiner Joch verbindet den Rätikon mit der Silvretta. Sonst ist der Rätikon nur von Tälern umgeben.
Es besteht keine international anerkannte Einteilung der Alpen in Untergruppen. Die hier beschriebene Umgrenzung des Rätikon ist aber allgemein gebräuchlich.

## Untergruppen

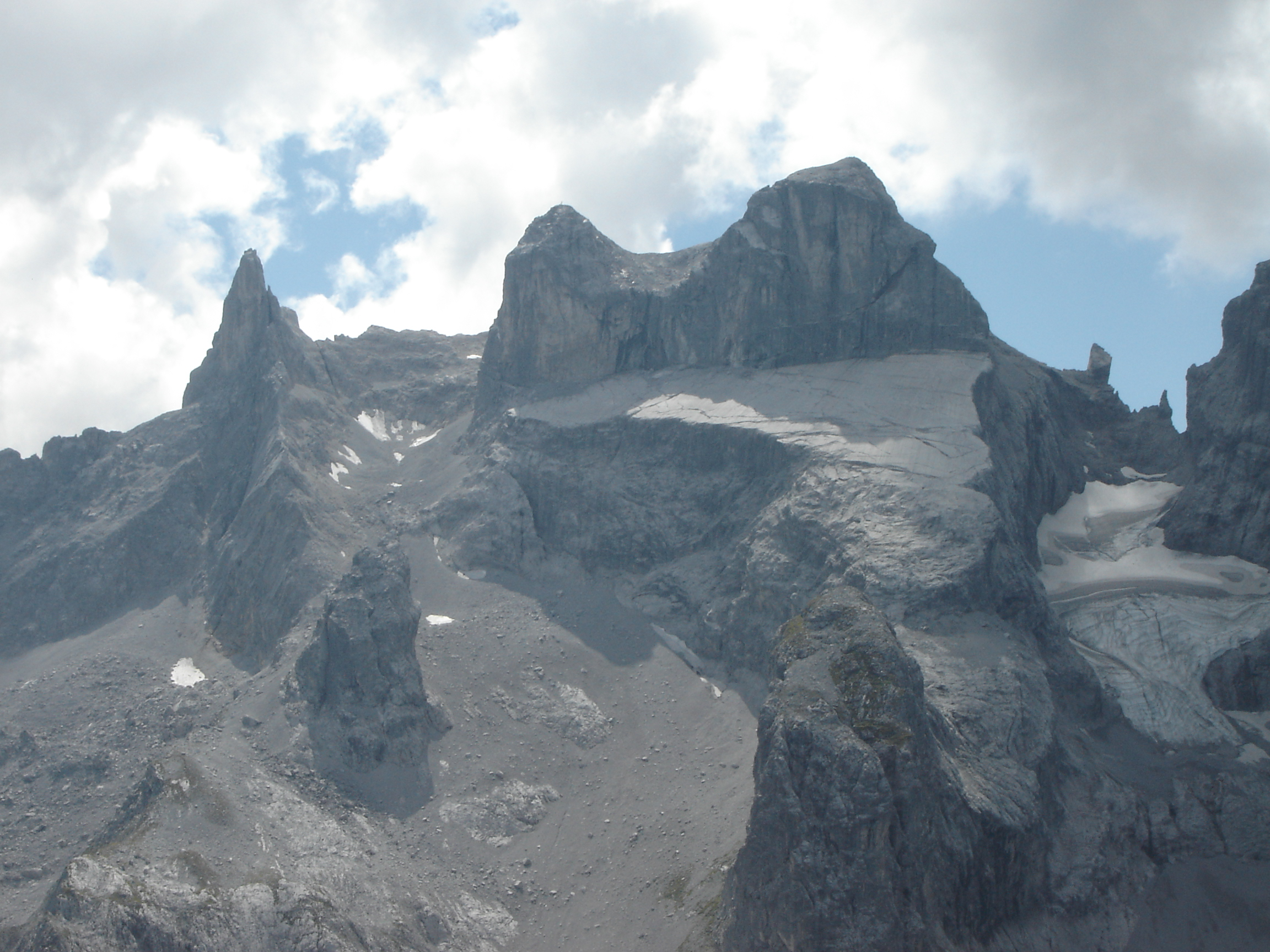
Drei Türme, rechts der Große Turm

Der Alpenvereinsführer Rätikon teilt die Gebirgsgruppe in die folgenden Untergruppen auf:
| - Drei-Schwestern-Kette - Naafkopf-Falknis-Kette - Galina-Gruppe - Fundelkopf-Gruppe - Schesaplana-Gruppe mit Zalimkamm - Girenspitz-Sassauna-Grat - Zimba-Gruppe mit Vandanser-Wand | - Kirchlispitzen-Gruppe - Golmer und Zerneuer Grat - Drusenfluh-Gruppe - Sulzfluh-Gruppe - Schafberg-Gruppe und Kreuz - Gweil-Sarotla-Kamm - Madrisa-Gruppe |

## Gipfel

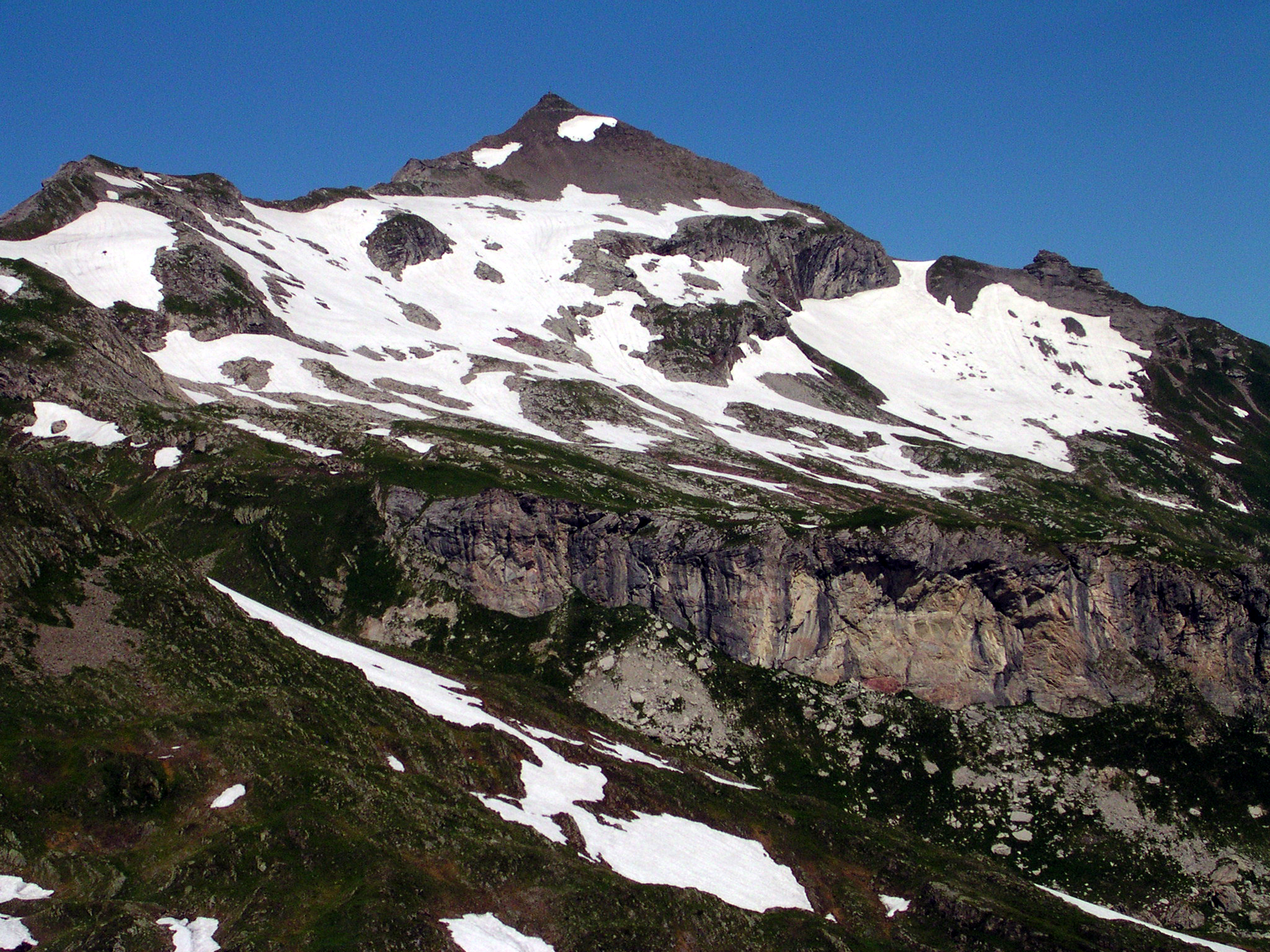
Der Naafkopf, das Dreiländereck im Rätikon

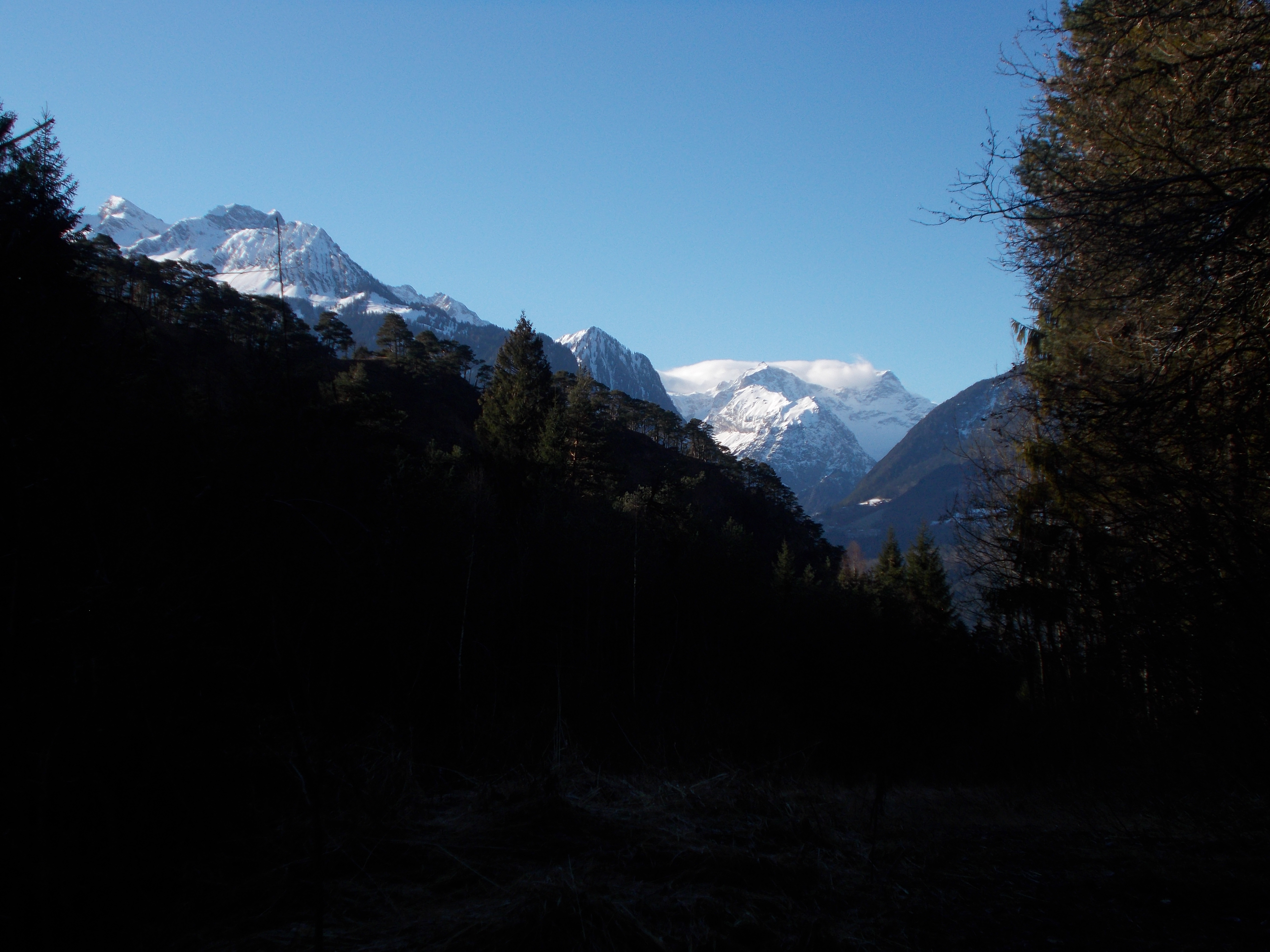
Eine Föhnwalze schiebt sich über die Schafköpfe und den Brandner Gletscher

Im Rätikon gibt es knapp 300 benannte und mit Höhenkote versehene Gipfel.
| Die zehn höchsten Gipfel des Rätikon: - Schesaplana, 2964 m ü. M. - Panüelerkopf, 2859 m ü. A. - Salaruelkopf, 2841 m ü. M. - Felsenkopf, 2833 m ü. A. - Drei Türme, Großer Turm 2830 m ü. M. - Drusenfluh, Hauptgipfel, 2827 m ü. M. - Madrisahorn, 2826 m ü. M. - Sulzfluh, Hauptgipfel, 2817 m ü. M. - Sulzfluh, Westgipfel, 2812 m ü. M. - Schafköpfe, 2806 m ü. M. | Weitere bekanntere Gipfel, geordnet nach der Höhe: - Wildberg, 2788 m ü. A. - Seekopf 2698 m ü. A. - Zimba, 2643 m ü. A. - Weißplatte, 2630 m ü. M. - Scheienfluh, 2627 m ü. M. - Naafkopf, 2571 m ü. M. - Falknis, 2560 m ü. M. - Kirchlispitzen, Hauptgipfel, 2552 m ü. M. - Saulakopf, 2516 m ü. A. - Tilisuna-Schwarzhorn, 2460 m ü. A. - Ochsenkopf, 2286 m ü. A. - Galinakopf, 2198 m ü. A. - Tschaggunser Mittagspitze, 2168 m ü. A. - Golmer Joch, 2124 m ü. A. - Drei Schwestern, Hauptgipfel, 2053 m ü. A. |

## Sättel
Wichtige Sättel sind:
- Schlappiner Joch
- St. Antönier Joch
- Drusentor
- Schweizertor
- Verajoch
- Gafalljoch
- Amatschonjoch
- Bettlerjoch
- Sarojasattel
- Carschinafurgga

Weitere Sättel sind in der Liste der Pässe und Sättel in Vorarlberg aufgelistet (nur österreichische Seite).

## Schutzgebiete

### Schweiz/Graubünden
Gemäß Artikel 5 des Bundesgesetzes über den Natur- und Heimatschutz führt die Schweiz ein Bundesinventar der Landschaften und Naturdenkmäler von nationaler Bedeutung (BLN).
Im Rätikon gibt es derzeit eine BLN-Landschaft:
Nr. 1914, Bezeichnung: Plasseggen-Schijenflue, Jahr der Aufnahme in das Inventar: 1996, Größe: 529 ha
Im Richtplan des Kantons Graubünden (2011) ist fast der gesamte Gebirgszug des Rätikon als Landschaftsschutzgebiet bezeichnet (Objekt 07.LS.03R Saaser Calanda – Jägglischhorn – Gargällerchöpf; Objekt 07.LS.04R Rätikon – Falknis – Vilan – Chlus). Dazu sind zahlreiche kleinere Naturschutzgebiete (Aue < 20 ha, Hochmoore, Flachmoore) sowie eine Kulturlandschaft mit besonderer Bewirtschaftung (Stelserberg) ausgeschieden.

### Österreich/Vorarlberg
In Österreich gibt es folgende Schutzgebiete im Rätikon:
Natura-2000-Europaschutzgebiete:
- Alpenmannstreu Gamperdonatal (AT3415000)
- Spirkenwälder Saminatal (AT3416000)
- Spirkenwälder Brandnertal (AT3417000)
- Spirkenwald Oberer Tritt (AT3418000)
- Spirkenwälder Innergamp (AT3419000)

Geschützte Landschaftsteile:
- Drei Schwestern
- Rellstal und Lünerseegebiet

Pflanzenschutzgebiete:
- Nenzinger Himmel

## Tourismus

### Hütten
Im Vorarlberger Teil des Rätikon befinden sich die folgenden Hütten des Deutschen und des Österreichischen Alpenvereins sowie der Naturfreunde Österreich:
- Feldkircherhütte bei Feldkirch
- Heinrich-Hueter-Hütte bei Vandans
- Lindauer Hütte bei Tschagguns
- Madrisahütte bei Gargellen
- Mannheimer Hütte bei Brand
- Oberzalimhütte bei Brand
- Sarotlahütte bei Brand
- Schwabenhaus auf der Tschengla bei Bürserberg
- Tilisunahütte am Tilisunasee bei Tschagguns
- Totalphütte bei Brand
- Alpengasthof Gamperdona im Nenzinger Himmel

Im Besitz der illwerke vkw befinden sich dort:
- Douglasshütte am Lünersee bei Brand
- Haus Matschwitz auf Matschwitz bei Latschau

Im Liechtensteiner Teil des Rätikon befinden sich die folgenden Hütten des Liechtensteiner Alpenvereins:
- Gafadurahütte bei Nendeln
- Pfälzerhütte bei Steg

Im Bündner Teil des Rätikon befinden sich die folgenden Hütten des Schweizer Alpen-Clubs und weitere Berghäuser:
- Enderlinhütte bei Maienfeld
- Schesaplanahütte bei Seewis im Prättigau
- Carschinahütte bei St. Antönien
- Berghäuser Sulzfluh und Alpenrösli bei St. Antönien

Die SAC-Hütten sind in der Regel von Anfang Juli bis Mitte September geöffnet, die Berghäuser auch im Winter.

### Bergbahnen
Im Montafon/Vorarlberg:
- Lünerseebahn in Brand
- Golmerbahn in Vadans/Tschagguns
- Bergbahnen Gargellen

In Graubünden:
- Älplibahn Malans
- Seilbahn Fanas
- Madrisa Klosters Bergbahnen

In Liechtenstein:
- Sessellift Malbun-Sareis

### Fern-/Weitwanderwege
Die Via Alpina, ein grenzüberschreitender Weitwanderweg mit fünf Teilwegen durch die ganzen Alpen, verläuft auch durch den Rätikon.
Der Rote Weg der Via Alpina verläuft mit sieben Etappen wie folgt durch den Rätikon:
- Etappe R56 von Feldkirch zur Gafadurahütte
- Etappe R57 von der Gafadurahütte nach Sücka
- Etappe R58 von Sücka zur Pfälzerhütte
- Etappe R59 von der Pfälzer Hütte zur Schesaplanahütte
- Etappe R60 von der Schesaplanahütte zur Carschinahütte
- Etappe R61 von der Carschinahütte nach St. Antönien
- Etappe R62 von Sankt Antönien nach Gargellen

Der Grüne Weg der Via Alpina verläuft mit seiner ersten Etappe im Rätikon:
- Etappe C1 von Sücka nach Vaduz

Die Rätikon Tour (Rätikontour) ist eine neuntägige Höhenumrundung des Rätikongebirges durch alle drei Anrainerstaaten. Sie verläuft auf der nördlichen Seite teilweise entlang des Rätikon-Höhenweges (Rätikontour Nord), auf der Südseite entlang der Via Alpina (Via Alpina Retica). Die Wanderzeiten für die einzelnen Tagesabschnitte betragen zwischen drei und höchstens sieben Stunden. Die täglichen Anstiege betragen höchstens 650 m. Die Weitwanderung kann normalerweise von Anfang Juli bis Mitte Oktober begangen werden. Einzig in schneereichen Jahren mit kaltem Frühsommer kann sich der Saisonstart infolge verspäteter Schneeschmelze verzögern.
- Etappe 1: Malbun – Sareiserjoch – Nenzinger Himmel
- Etappe 2: Nenzinger Himmel – Amotschonjoch – Niggenkopf – Brand
- Etappe 3: Brand – Lünersee – Lünerkrinne – Heinrich-Hueter-Hütte
- Etappe 4: Heinrich-Hueter-Hütte – Schweizertor – Öfenpass – Lindauer Hütte
- Etappe 5: Lindauer Hütte – Bilken Grat – Tilisunahütte – Plaseggenpass – Partnun, Berghaus Sulzfluh
- Etappe 6: Partnun – Carschinahütte
- Etappe 7: Carschinahütte – Gafalljoch – Schesaplanahütte
- Etappe 8: Schesaplanahütte – Hochjoch/Gr. Furka – Pfälzerhütte
- Etappe 9: Pfälzerhütte – Naaftal – Älple – Steg

Der Fernwanderweg Prättigauer Höhenweg führt von Klosters nach Landquart weniger dem Haupttal des Prättigau, sondern vielmehr der Südflanke der Rätikon-Kette entlang.

### Klettersteige
Seit 2005 wurden im Rätikon fünf Klettersteige mit unterschiedlichen Schwierigkeitsgraden eröffnet:
- Sulzfluh-Klettersteig durch die Südwand (Schweiz), Schwierigkeitsgrad D
- Blodigrinne auf die Drusenfluh (Österreich), Schwierigkeitsgrade A–C
- Gauablickhöhle auf der Nordseite der Sulzfluh (Österreich), teilweise durch Höhlensystem, Schwierigkeitsgrad C
- Saulakopf, Ostwand (Österreich), Schwierigkeitsgrade D–E
- Gargellner Köpfe mit Seilbrücke (Österreich), Schwierigkeitsgrad C

Dazu kommen zahlreiche Übungsklettersteige und Klettergärten im Montafon und im Prättigau.

## Verschiedenes
Eine Straße in Berlin-Mariendorf trägt den Namen Rätikonweg.